# Във вашия дом 2
Във вашия дом 2 (на английски: In Your House 2) е второто pay-per-view събитие от поредицата Във вашия дом, продуцирано от Световната федерация по кеч (WWF). Събитието се провежда на 23 юли 1995 г. в Нашвил, Тенеси.

## Обща информация
Събитието се състои от шест мача, а други три са показани само на публиката в залата. В главното събитие Световният шампион в тежка категория на WWF Дизел побеждава Психаря Сид в мач с дървари. В ъндъркарда, Шон Майкълс побеждава Джеф Джарет за Интерконтиненталната титла на WWF, а Роуди побеждава 1-2-3 Хлапето. И Джарет и Роуди напускат WWF на следващия ден.
PPV-то получава 0,7 рейтинг, което се равнява на приблизително 280 000 покупки.

## Резултати
| №                                                                        | Резултати | Правила                                                    | Време |
| ------------------------------------------------------------------------ | --- | ---------------------------------------------------------- | ----- |
| 1Т                                                                       | Скип (със Съни) побеждава Алдо Монтоя                                                                             | Индивидуален мач                                           | 04:00 |
| 2                                                                        | Роуди поб. 1-2-3 Хлапето                                                                                          | Индивидуален мач                                           | 07:26 |
| 3                                                                        | Мъже на мисия (Крал Мейбъл и Сър Мо) поб. Рейзър Рамон и Савио Вега                                               | Отборен мач                                                | 10:09 |
| 4                                                                        | Бам Бам Бигелоу поб. Хенри О. Годуин                                                                              | Индивидуален мач                                           | 05:33 |
| 5                                                                        | Шон Майкълс поб. Джеф Джарет (ш) (с Роуди)                                                                        | Индивидуален мач за Интерконтиненталната титла на WWF      | 20:01 |
| 6                                                                        | Оуен Харт и Йокозуна (ш) (с Мистър Фуджи и Джим Корнет) поб. Съюзническите сили (Лекс Лугър и Британският Булдог) | Отборен мач за Световните отборни титли на WWF             | 10:54 |
| 7                                                                        | Дизел (ш) поб. Психаря Сид (с Тед Дибиаси)                                                                        | Мач с дървари за Световната титла в тежка категория на WWF | 10:06 |
| 8                                                                        | Брет Харт поб. Жан-Пиер Лафите                                                                                    | Индивидуален мач                                           | 13:26 |
| 9                                                                        | Гробаря (с Пол Беърър) поб. Кама (с Тед Дибиаси)                                                                  | Мач с ковчег                                               | 14:50 |
| - (ш) – указва шампиона/шампионите в мача - Т – показва, че мача е тъмен | |                                                            |       |